# Persone di cognome Choi
| Questa pagina contiene informazioni ricavate automaticamente dalle voci biografiche con l'ausilio del template Bio e di un bot. L'aggiornamento è periodico e automatico e ricostruisce completamente la pagina. Se manca una persona in questa lista, sei pregato di non aggiungerla, ma accertati piuttosto che la sua voce biografica contenga il template Bio e che i dati anagrafici siano correttamente compilati. Se il template Bio manca, inseriscilo tu stesso o, in alternativa, metti l'avviso {{tmp\|Bio}} che ne segnala la mancanza. Se i dati riportati sono sbagliati, correggi direttamente la voce biografica; le modifiche saranno visibili in questa lista entro pochi giorni. Per chiarimenti vedi il progetto antroponimi. La lista contiene solo le 97 persone che sono citate nell'enciclopedia e per le quali è stato implementato correttamente il template Bio. Pagina aggiornata al 7 ago 2025. |

Questa è una lista di persone presenti nell'enciclopedia che hanno il cognome Choi, suddivise per attività principale.

## Allenatori di calcio(9)
- Choi Chung-min, allenatore di calcio e calciatore sudcoreano (Taedong, n. 1930 - Corea del Sud, † 1983)
- Choi Jin-cheul, allenatore di calcio e ex calciatore sudcoreano (Jindo, n. 1971)
- Choi Jin-han, allenatore di calcio e ex calciatore sudcoreano (Jinju, n. 1961)
- Choi Kang-hee, allenatore di calcio e ex calciatore sudcoreano (Seul, n. 1959)
- Choi Ki-bong, allenatore di calcio e ex calciatore sudcoreano (n. 1958)
- Choi Soon-ho, allenatore di calcio e ex calciatore sudcoreano (Chungju, n. 1962)
- Choi Young-jun, allenatore di calcio e ex calciatore sudcoreano (n. 1965)
- Choi Yong-soo, allenatore di calcio e ex calciatore sudcoreano (Pusan, n. 1973)
- Choi Yun-gyeom, allenatore di calcio e ex calciatore sudcoreano (Daejeon, n. 1962)

## Arciere(2)
- Choi Hyeon-ju, arciera sudcoreana (Jeonbuk, n. 1984)
- Choi Mi-sun, arciera sudcoreana (Gwangju, n. 1996)

## Artisti marziali(1)
- Choi Hong-hi, artista marziale sudcoreano (Hwa Dae, n. 1918 - Pyongyang, † 2002)

## Artisti marziali misti(1)
- Choi Doo-ho, artista marziale misto sudcoreano (Pusan, n. 1991)

## Attori(5)
- Choi Jin-hyuk, attore sudcoreano (Mokpo, n. 1986)
- Kenneth Choi, attore statunitense (Chicago, n. 1971)
- Choi Kwon-soo, attore sudcoreano (Pusan, n. 2004)
- Choi Min-sik, attore sudcoreano (Seul, n. 1962)
- Choi Woo-shik, attore sudcoreano (Seul, n. 1990)

## Attrici(12)
- Choi Eun-hee, attrice sudcoreana (Gwangju, n. 1926 - Seul, † 2018)
- Ji Woo, attrice sudcoreana (Jeonju, n. 1997)
- Choi Jin-sil, attrice e modella sudcoreana (Seul, n. 1968 - Seul, † 2008)
- Choi Kang-hee, attrice e conduttrice radiofonica sudcoreana (Seul, n. 1977)
- Choi Ji-woo, attrice sudcoreana (Paju, n. 1975)
- Choi Myung-gil, attrice sudcoreana (Seul, n. 1962)
- Choi Ri, attrice sudcoreana (Contea di Geochang, n. 1995)
- Choi Seung-hee, attrice e ballerina coreana (Jegok, n. 1911 - Corea del Nord, † 1969)
- Choi Sung-eun, attrice sudcoreana (n. 1996)
- Choi Yeo-jin, attrice e modella sudcoreana (Seul, n. 1983)
- Choi Yoon-so, attrice sudcoreana (Jeonju, n. 1984)
- Choi Yu-hwa, attrice sudcoreana (n. 1985)

## Calciatori(26)
- Choi Bo-kyung, calciatore sudcoreano (Gwangyang, n. 1988)
- Choi Chul-soon, calciatore sudcoreano (n. 1987)
- Choi Chul-woo, ex calciatore sudcoreano (Jeonbuk, n. 1977)
- Choi Dae-shik, calciatore sudcoreano (Contea di Hamyang, n. 1965 - Contea di Hamyang, † 2024)
- Choi Eun-sung, ex calciatore sudcoreano (Hanam, n. 1971)
- Choi Hyo-jin, calciatore sudcoreano (n. 1983)
- Choi Hyun, ex calciatore sudcoreano (Pusan, n. 1978)
- Choi In-young, ex calciatore sudcoreano (n. 1962)
- Choi Jae-soo, ex calciatore sudcoreano (Hongcheon, n. 1983)
- Choi Jong-bum, ex calciatore sudcoreano (n. 1978)
- Choi Jong-duk, ex calciatore sudcoreano (n. 1954)
- Choi Kwang-ji, ex calciatore sudcoreano (n. 1963)
- Choi Kyoung-rok, calciatore sudcoreano (Seul, n. 1995)
- Choi Kyu-baek, calciatore sudcoreano (n. 1994)
- Choi Moon-sik, ex calciatore sudcoreano (n. 1971)
- Choi Sang-kuk, ex calciatore sudcoreano (Chungju, n. 1961)
- Choi Song-gon, calciatore sudcoreano (Ulsan, n. 1922 - † 1951)
- Choi Sung-kuk, ex calciatore sudcoreano (Seul, n. 1983)
- Choi Sung-yong, ex calciatore sudcoreano (Masan, n. 1975)
- Choi Tae-uk, ex calciatore sudcoreano (Incheon, n. 1981)
- Choi Won-kwon, calciatore sudcoreano (Seul, n. 1981)
- Choi Woo-jin, calciatore sudcoreano (n. 2004)
- Choi Yong-il, ex calciatore sudcoreano (Namhae, n. 1966)
- Choi Yoon-yeol, ex calciatore sudcoreano (Andong, n. 1974)
- Choi Young-jun, calciatore sudcoreano (n. 1991)
- Choi Yung-keun, calciatore sudcoreano (n. 1923 - † 1994)

## Cantanti(14)
- Charlene Choi, cantante e attrice cinese (Vancouver, n. 1982)
- Seven, cantante sudcoreano (Seul, n. 1984)
- Sulli, cantante, cantautrice e attrice sudcoreana (Pusan, n. 1994 - Seongnam, † 2019)
- Choi Min-ho, cantante e attore sudcoreano (Incheon, n. 1991)
- Choi Si-won, cantante e attore sudcoreano (Seul, n. 1986)
- Choi Soo-young, cantante e attrice sudcoreana (Gwangju, n. 1990)
- Choi Sung-bong, cantante sudcoreano (Seul, n. 1990 - Seul, † 2023)
- Bada, cantante e attrice sudcoreana (Bucheon, n. 1980)
- Choi Ye-na, cantante e attrice sudcoreana (Seul, n. 1999)
- Choi Young-jae, cantante e attore sudcoreano (Mokpo, n. 1996)
- Choi Yu-jin, cantante e attrice sudcoreana (Jeonju, n. 1996)
- Yuju, cantante sudcoreana (Goyang, n. 1998)
- G.NA, cantante canadese (Edmonton, n. 1987)
- Wheesung, cantante sudcoreano (Seul, n. 1982 - Seul, † 2025)

## Cantautrici(1)
- Juniel, cantautrice sudcoreana (n. 1992)

## Danzatrici(1)
- Sunny Choi, danzatrice e ex ginnasta statunitense (Cookeville, n. 1988)

## Generali(1)
- Choi Yong-kun, generale e politico nordcoreano (Taechon-gun, n. 1900 - Pyongyang, † 1976)

## Goiste(1)
- Choi Jeong, giocatrice di go sudcoreana (n. 1996)

## Goisti(1)
- Choi Cheol-han, goista sudcoreano (Buan, n. 1985)

## Judoka(1)
- Choi Min-ho, judoka sudcoreano (Gimcheon, n. 1980)

## Kickboxer(1)
- Choi Hong-man, kickboxer e artista marziale misto sudcoreano (Jeju-do, n. 1980)

## Modelle(1)
- Ada Choi, modella e attrice cinese (Hong Kong, n. 1973)

## Musicisti(1)
- Choi Jong-hoon, musicista e attore sudcoreano (Seul, n. 1990)

## Pattinatrici artistiche su ghiaccio(1)
- Choi Da-bin, pattinatrice artistica su ghiaccio sudcoreana (Seul, n. 2000)

## Pattinatrici di short track(3)
- Choi Eun-kyung, pattinatrice di short track sudcoreana (Daegu, n. 1984)
- Choi Min-jeong, pattinatrice di short track sudcoreana (Seongnam, n. 1998)
- Choi Min-kyung, ex pattinatrice di short track sudcoreana (n. 1982)

## Poetesse(1)
- Choi Seung-ja, poetessa e traduttrice sudcoreana (n. 1952)

## Politici(2)
- Choi Kyoung-hwan, politico sudcoreano (Sincheon-dong, n. 1955)
- Choi Sang-mok, politico sudcoreano (Seoul, n. 1963)

## Pugili(1)
- Choi Yo-sam, pugile sudcoreano (Jeongeup, n. 1973 - Seul, † 2008)

## Rapper(1)
- T.O.P, rapper, cantautore e produttore discografico sudcoreano (Seul, n. 1987)

## Schermidori(2)
- Choi Byung-chul, schermidore sudcoreano (Seul, n. 1981)
- Nicholas Choi, schermidore hongkonghese (Hong Kong, n. 1993)

## Schermitrici(2)
- Choi In-jeong, schermitrice sudcoreana (Geumsan, n. 1990)
- Choi Soo-yeon, schermitrice sudcoreana (n. 1990)

## Sciatrici alpine(1)
- Sara Choi, sciatrice alpina sudcoreana (n. 2003)

## Scrittrici(1)
- Susan Choi, scrittrice e insegnante statunitense (Indiana, n. 1969)

## Snowboarder(1)
- Choi Gaon, snowboarder sudcoreana (n. 2008)

## Tenniste(1)
- Choi Ji-hee, tennista sudcoreana (Seul, n. 1995)

## Senza attività specificata(1)
- Choi Yeon-sung, videogiocatore sudcoreano (Iksan, n. 1983)